# Hatun ayllu
Hatun Ayllu (Ayllo) è il nome della panaca, ossia famiglia imperiale, creata dal nono sovrano Inca,  chiamato Pachacútec, il riformatore del mondo. Come tutte le altre panaca, ovvero linee di discendenza, era destinata a raggruppare i figli e i parenti del sovrano fondatore ad eccezione del suo erede che, una volta incoronato, avrebbe dato vita ad una propria famiglia.
Si tratta di uno dei più importanti e prestigiosi lignaggi della storia incaica.
Si consideri che, oltre al suo fondatore, facevano parte di questa panaca il suo successore e figlio, Tupac Inca Yupanqui, prima di crearne una propria e la sorella-sposa di quest'ultimo.
Da parte sua, Huayna Cápac, il figlio di Tupac Inca Yupanqui era originario della panaca del suo genitore, ma, per parte di madre, era apparentato al Hatun Ayllo che, per questo, venne detta la panaca dei sovrani, per eccellenza.
L'Hatun ayllo, grazie alle cospicue elargizioni del suo fondatore, acquisì una forza patrimoniale di prim'ordine e divenne un punto di riferimento essenziale nella politica del Cuzco, conservando la sua potenza anche dopo la morte di Pachacutec.
Il suo ruolo predominante doveva, infine, scontrarsi con quello, altrettanto importante della famiglia del Capac Ayllo, la panaca creata da Tupac Inca Yupanqui.
Anche questo lignaggio aveva, infatti, approfittato delle fortunate gesta del suo fondatore per acquisire terre e ricchezze rilevanti e intendeva porsi, a sua volta, come perno conduttore della politica inca.
Gli ultimi anni dell'impero vedranno le due panaca contrapposte in una guerra senza quartiere che culminerà con la guerra civile tra Atahuallpa, membro per parte di madre del Hatun Ayllo e Huáscar, la cui madre apparteneva al Capac Ayllo.
Resta da osservare che, secondo molti cronisti, Pachacutec sarebbe stato originario della panaca detta Yñaca panaca e che avrebbe cercato di fondere questo lignaggio con l'Hatun Ayllo da lui istituito. Sembra, peraltro, che il suo tentativo non sia riuscito perché l'Yñaca panaca sussisteva ancora, pur senza riconoscimenti ufficiali, all'arrivo degli Spagnoli.
Cristóbal de Molina attribuisce al Hatun Ayllo il privilegio di officiare, per conto del Chinchaysuyo, i riti della Citua, la festa religiosa dell'impero per eccellenza, spingendo il male fino al fiume Apurimac.
Scorrendo la cronaca di Bernabé Cobo sui Ceque, le linee immaginarie che, partendo a raggiera dal Cuzco, collegavano tra loro i luoghi sacri degli Inca, troviamo citati innumerevoli santuari istituiti personalmente da Pachacutec ed appannaggio della sua famiglia. Con ogni probabilità il sovrano riformatore, nel dare un nuovo assetto alla composizione religiosa dell'impero, aveva approfittato per accrescere il prestigio della propria panaca che, in effetti, godé sempre di grande considerazione.
I membri dell'Hatun Ayllo erano numerosi anche dopo la conquista spagnola. Tra tutti si segnalarono coloro che si prestarono alle indagini di Sarmiento de Gamboa, all'atto della stesura della sua Historia Indica. Essi furono: Diego Cayo, Felipe Inguil, Juan Quispe Cusi, Francisco Caucho Rimache e Juan Illac. Erano tutti Hanan-Cuzco.